# Kurt Vosberg
Kurt Richard Paul Vosberg (* 18. Oktober 1863 in Patschkau, Landkreis Neisse; † 23. Dezember 1940 in Potsdam) war ein preußischer Kommunalpolitiker, Oberbürgermeister von Potsdam und Mitglied des Preußischen Herrenhauses.

## Leben
Von 1906 bis 1918 war Vosberg Mitglied des Preußischen Herrenhauses. Er war als Nachfolger von Richard Jaehne Oberbürgermeister von Potsdam in den Jahren 1906 bis 1923.
Im Wahlkreis Potsdam-Spandau-Osthavelland kandidierte er bei der Reichstagswahl von 1912 für die Freikonservative Partei und unterlag in der Stichwahl dem Sozialdemokraten Karl Liebknecht. „Um den Sieg der revolutionären, religions- und arbeiterfeindlichen Sozialdemokratie zu verhindern“, rief der Wahlkreisausschuss der Zentrumspartei vor der Stichwahl zur Wahl Vosbergs auf.
1921 wurde er als Oberbürgermeister von Rathenow zu einem der fünf ordentlichen Mitglieder des Provinzialrates der Provinz Brandenburg durch den Brandenburgischen Provinzialausschuss gewählt.